# Seattle-i Egyetem
A Seattle-i Egyetem (Seattle University, SU) jezsuita magánintézmény az Amerikai Egyesült Államok Seattle városában. Az 1891-ben alapított iskola dékánja Eduardo Peñalver.

## Története
1891-ben Adrian Sweere  a Seattle belvárosához közel fekvő plébánián iskolát alapított, amely 1898-tól a Seattle-i Főiskola nevet viselte, első diplomáit pedig tizenegy évvel később bocsátotta ki. Kezdetben közép- és főiskolaként, később pedig nők esti iskolájaként működött; ez a vezetők között vitákhoz vezetett (húsz évvel később a jezsuiták a koedukált intézményeket szankcionálták).
1948-ban a főiskola egyetemmé alakult. 1993-ban a Puget Sound-i Egyetem jogi főiskolája az SU-ba olvadt, később pedig Tacomából Seattle-be költözött. A 2009 és 2010 közötti fejlesztések során a könyvtár fejlesztése mellett az ösztöndíjakat is növelték.

## Kampusz
A kétszázezer négyzetméteres campus Seattle First Hill városrészében található. A kártevőirtó-mentességre, az újrahasznosításra, valamint az energiamegtakarításra való törekvéseket a város önkormányzata mellett a szövetségi környezetvédelmi ügynökség is elismerte.
A Steven Holl építész által tervezett Szent Ignác kápolnát éjszaka több színnel világítják ki. A campuson több műalkotás (például George Tsutakawa millenniumi szökőkútja) is megtalálható.
Az 1966-ban megnyílt, majd 2010-ben átalakított Lemieux Könyvtár az Amerikai Teológiai Könyvtárak Szövetségének tagja.

## Szervezeti egységek

### Albers Üzleti és Gazdasági Intézet
Az 1945-ben alapított gazdasági iskola nevét az Albers családról kapta; George és Eva Albers, valamint később lányuk, Genevieve Albers is az egyetem rendszeres támogatói voltak. 1967-től mesterképzést (MBA) is folytatnak. Az intézmény a gazdasági iskolák akkreditációjáért felelős AACSB szövetség tagja.

### Bölcsészet- és Természettudományi Főiskola
Az egyetem legrégebbi tagintézménye több mint ötven alapképzési és 37 minorszakot, valamint nyolc mesterszakot kínál, emellett a tanárképző és jogi szakokra való felkészítő képzést is indítanak.

### Jogi Intézet
A Puget Sound-i Egyetem 1972-ben alapított jogi iskolája 1994 augusztusától a Seattle-i Egyetem része, 1999-től pedig az intézmény saját campusán működik.

### Ápolóképző Főiskola
Az 1935-ben alapított tagintézmény az egyetem legrégebbi létesítményében, a Garrand épületben (a Seattle-i Főiskola eredeti székhelyén) működik. Az intézmény az általános gondozói szakok mellett ultrahang-diagnosztikai képzést is indít.

### Tanárképző Főiskola
Az 1935-ben alapított tanárképző főiskolát a Nemzeti Tanárképzési Akkreditációs Tanács, az Iskolapszichológusok Nemzeti Szövetsége, valamint a Tanácsadói és Egyéb Képzések Tanácsa is akkreditálta.

### Műszaki Főiskola
Az intézmény számítástudományi, matematikai és villamosmérnöki szakokat kínál.

### Továbbképző Intézet
Az intézet felnőttoktatást folytat.

### Teológiai és Papképző Intézet
Az intézetben papokat, vallási vezetőket képeznek.

## Fenntarthatóság
Az intézmény épületein napelemek találhatóak, a campuson pedig komposztáló udvar működik. Az ételhulladék újrahasznosítására való törekvéseket 2007-ben a Fenntartható Befektetések Intézete, 2008-ban pedig a Washington CEO Magazine is díjazta. A Princeton Review 2021-es zöld rangsorában az intézmény a 16. helyen áll.

## Sport
Az egyetem sportegyesülete a Seattle Redhawks, amely 1971-től 1980-ig a West Coast Conference, majd a National Association of Intercollegiate Athletics tagja volt. 2002-től a National Collegiate Athletic Association II-es, 2012-től pedig az I-es divíziójában játszanak.
Nevük korábban a Maroons volt, azonban egyesektől megkapták a „morons” (idióták) gúnynevet, így a hallgatók nyomására a csapat Seattle törzsfőnökre utalva felvette a Chieftains elnevezést. 2000-től nevük Redhawks. Az egyesület a 2011. június 14-ei meghívást követően a 2012–13 as szezontól a Western Athletic Conference tagja.

## Nevezetes személyek
Az egyetemen végzett Mohamed Alabbar üzletember, Elgin Baylor kosárlabdázó, William D. Swenson őrnagy, valamint Duff McKagan, a Guns N’ Roses alapító tagja is.

## Fordítás
- Ez a szócikk részben vagy egészben  a   Seattle University című angol Wikipédia-szócikk ezen változatának fordításán alapul.  Az eredeti cikk szerkesztőit annak laptörténete sorolja fel. Ez a jelzés csupán a megfogalmazás eredetét és a szerzői jogokat jelzi, nem szolgál a cikkben szereplő információk forrásmegjelöléseként.